# Flabellum lamellulosum
Flabellum lamellulosum är en korallart som beskrevs av Alcock 1902. Flabellum lamellulosum ingår i släktet Flabellum och familjen Flabellidae. Inga underarter finns listade i Catalogue of Life.